# Ponte di Maslenica (strada statale D8)
Il ponte di Maslenica (in croato Maslenički most), detto anche "vecchio ponte di Maslenica" (in croato stari Maslenički most) in contrapposizione al nuovo ponte usato dall'autostrada A1, è un viadotto stradale croato, sito lungo la statale D8 al confine fra i comuni di Jasenice e di Possedaria.
Esso valica a grande altezza il canale di Fiumera Piccola.